# Jakob Ingebrigtsen
Jakob Ingebrigtsen (ur. 19 września 2000 w Sandnes) – norweski lekkoatleta specjalizujący się w biegach średnich i długich.
W 2017 roku zdobył dwa złote medale mistrzostw Europy juniorów w Grosseto, triumfując na dystansie 5000 metrów oraz 3000 metrów z przeszkodami. W 2018 najpierw zdobył dwa medale juniorskiego czempionatu globu (srebro na 1500 metrów i brąz na dystansie 5000 metrów), a następnie zdobył dwa złote medale seniorskich mistrzostw Europy, zwyciężając na dystansie 1500 i 5000 metrów. W 2019 wywalczył złoto i srebro na halowych mistrzostwach Europy w Glasgow oraz był finalistą zarówno biegu na 1500, jak i 5000 metrów podczas mistrzostw świata w Dosze. W 2021 został w Tokio mistrzem olimpijskim, ustanawiając z czasem 3:28,32 nowy rekord olimpijski na dystansie 1500 metrów. Rok później został halowym wicemistrzem świata, złotym i srebrnym medalistą czempionatu globu w Eugene, a także mistrzem Starego Kontynentu w biegach na 1500 i 5000 metrów. Podwójny halowy mistrz Europy oraz dwukrotny medalista mistrzostw świata, broniąc tytuł na dystansie 5000 metrów (2023). W 2024 obronił tytuł w biegu na 1500 i 5000 metrów podczas mistrzostw Europy w Rzymie. Na igrzyskach olimpijskich w Paryżu zajął 4. miejsce w biegu na 1500 m oraz zdobył złoty medal w biegu na 5000 m. Halowy mistrz Starego Kontynentu w biegach na 1500 i 3000 metrów (2025), ten sam wyczyn powtórzył dwa tygodnie później podczas halowych mistrzostw świata w Nankinie.
Wielokrotny złoty medalista mistrzostw Norwegii.
Jego starsi bracia, Henrik i Filip, również są biegaczami i reprezentantami kraju.

## Osiągnięcia indywidualne
| Rok  | Impreza                                   | Miejsce   | Konkurencja                   | Pozycja     | Wynik    |
| ---- | ----------------------------------------- | --------- | ----------------------------- | ----------- | -------- |
| 2016 | Mistrzostwa świata juniorów               | Bydgoszcz | bieg na 1500 m                | 9. miejsce  | 3:51,09  |
| 2016 | Mistrzostwa Europy w biegach przełajowych | Chia      | bieg juniorów                 | 1. miejsce  | 17:06    |
| 2017 | Mistrzostwa Europy juniorów               | Grosseto  | bieg na 5000 m                | 1. miejsce  | 14:41,67 |
| 2017 | Mistrzostwa Europy juniorów               | Grosseto  | bieg na 3000 m z przeszkodami | 1. miejsce  | 8:50,00  |
| 2017 | Mistrzostwa Europy w biegach przełajowych | Šamorín   | bieg juniorów                 | 1. miejsce  | 18:39    |
| 2018 | Mistrzostwa świata juniorów               | Tampere   | bieg na 1500 m                | 2. miejsce  | 3:41,89  |
| 2018 | Mistrzostwa świata juniorów               | Tampere   | bieg na 5000 m                | 3. miejsce  | 13:20,78 |
| 2018 | Mistrzostwa Europy                        | Berlin    | bieg na 1500 m                | 1. miejsce  | 3:38,10  |
| 2018 | Mistrzostwa Europy                        | Berlin    | bieg na 5000 m                | 1. miejsce  | 13:17,06 |
| 2018 | Puchar interkontynentalny                 | Ostrawa   | bieg na 1500 m                | 3. miejsce  | 3:40,80  |
| 2018 | Mistrzostwa Europy w biegach przełajowych | Tilburg   | bieg juniorów                 | 1. miejsce  | 18:00    |
| 2018 | Mistrzostwa Europy w biegach przełajowych | Tilburg   | drużyna juniorów              | 1. miejsce  |          |
| 2019 | Halowe mistrzostwa Europy                 | Glasgow   | bieg na 1500 m                | 2. miejsce  | 3:43,23  |
| 2019 | Halowe mistrzostwa Europy                 | Glasgow   | bieg na 3000 m                | 1. miejsce  | 7:56,15  |
| 2019 | Mistrzostwa świata w biegach przełajowych | Aarhus    | bieg juniorów                 | 12. miejsce | 24:39    |
| 2019 | I liga drużynowych mistrzostw Europy      | Sandnes   | bieg na 1500 m                | 1. miejsce  | 3:43,43  |
| 2019 | Mistrzostwa świata                        | Doha      | bieg na 1500 m                | 4. miejsce  | 3:31,70  |
| 2019 | Mistrzostwa świata                        | Doha      | bieg na 5000 m                | 5. miejsce  | 13:02,93 |
| 2019 | Mistrzostwa Europy w biegach przełajowych | Lizbona   | bieg juniorów                 | 1. miejsce  | 18:20    |
| 2019 | Mistrzostwa Europy w biegach przełajowych | Lizbona   | drużyna juniorów              | 2. miejsce  |          |
| 2021 | Halowe mistrzostwa Europy                 | Toruń     | bieg na 1500 m                | 1. miejsce  | 3:37,56  |
| 2021 | Halowe mistrzostwa Europy                 | Toruń     | bieg na 3000 m                | 1. miejsce  | 7:48,20  |
| 2021 | Igrzyska olimpijskie                      | Tokio     | bieg na 1500 m                | 1. miejsce  | 3:28,32  |
| 2022 | Halowe mistrzostwa świata                 | Belgrad   | bieg na 1500 m                | 2. miejsce  | 3:33,02  |
| 2022 | Mistrzostwa świata                        | Eugene    | bieg na 1500 m                | 2. miejsce  | 3:29,47  |
| 2022 | Mistrzostwa świata                        | Eugene    | bieg na 5000 m                | 1. miejsce  | 13:09,24 |
| 2022 | Mistrzostwa Europy                        | Monachium | bieg na 1500 m                | 1. miejsce  | 3:32,76  |
| 2022 | Mistrzostwa Europy                        | Monachium | bieg na 5000 m                | 1. miejsce  | 13:21,13 |
| 2022 | Mistrzostwa Europy w biegach przełajowych | Turyn     | bieg seniorów                 | 1. miejsce  | 29:33    |
| 2022 | Mistrzostwa Europy w biegach przełajowych | Turyn     | drużyna seniorów              | 5. miejsce  |          |
| 2023 | Halowe mistrzostwa Europy                 | Stambuł   | bieg na 1500 m                | 1. miejsce  | 3:33,95  |
| 2023 | Halowe mistrzostwa Europy                 | Stambuł   | bieg na 3000 m                | 1. miejsce  | 7:40,32  |
| 2023 | Mistrzostwa świata                        | Budapeszt | bieg na 1500 m                | 2. miejsce  | 3:29,65  |
| 2023 | Mistrzostwa świata                        | Budapeszt | bieg na 5000 m                | 1. miejsce  | 13:11,30 |
| 2024 | Mistrzostwa Europy                        | Rzym      | bieg na 1500 m                | 1. miejsce  | 3:31,95  |
| 2024 | Mistrzostwa Europy                        | Rzym      | bieg na 5000 m                | 1. miejsce  | 13:20,11 |
| 2024 | Igrzyska olimpijskie                      | Paryż     | bieg na 1500 m                | 4. miejsce  | 3:28,24  |
| 2024 | Igrzyska olimpijskie                      | Paryż     | bieg na 5000 m                | 1. miejsce  | 13:13,66 |
| 2025 | Halowe mistrzostwa Europy                 | Apeldoorn | bieg na 1500 m                | 1. miejsce  | 3:36,56  |
| 2025 | Halowe mistrzostwa Europy                 | Apeldoorn | bieg na 3000 m                | 1. miejsce  | 7:48,37  |
| 2025 | Halowe mistrzostwa świata                 | Nankin    | bieg na 1500 m                | 1. miejsce  | 3:38,79  |
| 2025 | Halowe mistrzostwa świata                 | Nankin    | bieg na 3000 m                | 1. miejsce  | 7:46,09  |

## Rekordy życiowe
- bieg na 1500 metrów (stadion) – 3:26,73 (2024) rekord Europy, 4. wynik w historii światowej lekkoatletyki
- bieg na 1500 metrów (hala) – 3:29,63+ (2025) rekord świata; w 2019 wynikiem 3:36,02 ustanowił rekord świata juniorów, który przetrwał do lutego 2024
- bieg na milę (stadion) – 3:43,73 (2023) rekord Europy, 3. wynik w historii światowej lekkoatletyki
- bieg na milę (hala) – 3:45,14 (2025) rekord świata
- bieg na 2000 metrów – 4:43,13 (2023) rekord świata
- bieg na 3000 metrów (stadion) – 7:17,55 (2024) rekord świata
- bieg na 3000 metrów (hala) – 7:40,32 (2023) były rekord Norwegii
- bieg na 2 mile – 7:54,10 (2023) najlepszy wynik w historii światowej lekkoatletyki[a]
- bieg na 5000 metrów – 12:48,45 (2021) były rekord Europy, rekord Norwegii
- bieg na 3000 metrów z przeszkodami – 8:26,81 (2017)